# Realocação do Alto Ártico
Relocação do Alto Ártico ocorreu durante a Guerra Fria na década de 1950, quando 92 Inuítes – às vezes denominados exilados do Alto Ártico – foram transferidos pelo Governo do Canadá sob o governo do primeiro-ministro liberal Louis St. Laurent para o Alto Ártico.
A migração forçada é amplamente considerada como tendo sido implementada pelo governo canadense para afirmar sua Soberania canadense no Arquipélago Ártico (o qual esteve sujeito a reivindicações territoriais contestadas) através do uso de "mastros humanos". Os inuítes realocados sofreram extrema privação durante os primeiros anos após a transferência.

## História
Em agosto de 1953, sete ou oito famílias de Inukjuak (em Nunavik, no norte de Quebec – então conhecida como Port Harrison) foram transportadas para Grise Fiord – no extremo sul da Ilha Ellesmere – e para Resolute na Ilha Cornwallis. O grupo incluía a família do escritor Markoosie Patsauq. Àquelas famílias – que vinham recebendo pagamentos assistenciais – foram prometidas melhores condições de moradia e oportunidades de caça em novas comunidades no Alto Ártico. Elas foram acompanhadas por três famílias recrutadas da comunidade mais setentrional de Pond Inlet (nos então Territórios do Noroeste, atualmente parte de Nunavut), com o objetivo de ensinar aos inuítes de Inukjuak as habilidades necessárias para sobreviver no Alto Ártico.
Os inuítes foram transportados no navio patrulha do Ártico Oriental CGS C.D. Howe para áreas nas Ilhas Cornwallis e Ellesmere (Resolute e Grise Fiord), ambas grandes ilhas áridas no hostil norte polar. Durante a viagem, as famílias souberam que não viveriam juntas, mas seriam deixadas em três locais separados.

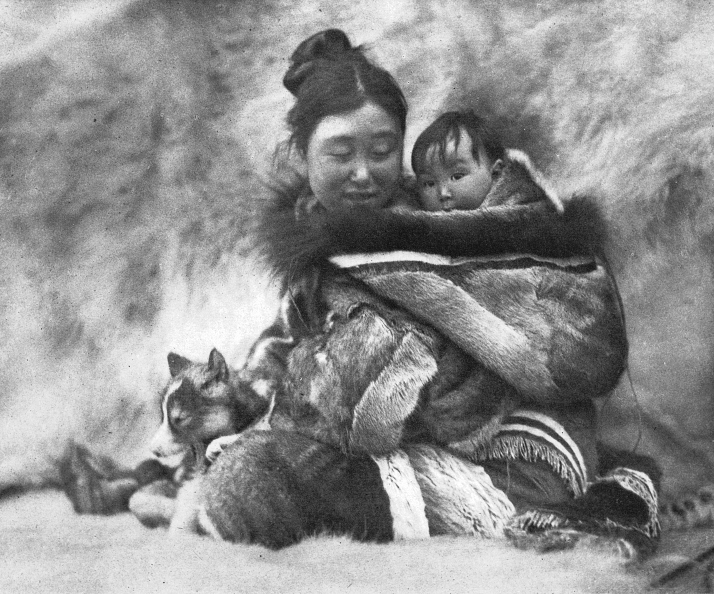
Mulher inuíte e criança, Cape Dufferin, Quebec, c. 1920–21

Os realocados incluíam inuítes que haviam participado do filme de Robert J. Flaherty Nanook of the North (1922), gravado antes da realocação.

### Motivações
As relocações forçadas são amplamente consideradas como tendo sido motivadas pelo desejo de reforçar a Soberania canadense no Arquipélago Ártico através da criação de assentamentos na região. Em Relocation to the High Arctic, Alan R. Marcus propõe que a realocação dos inuítes não serviu apenas como um experimento, mas como resposta para "o Eskimo problem". O governo federal enfatizava que "o problema do Eskimo" estava ligado à relutância dos inuítes em abandonar seus modos nômades em áreas supostamente superpovoadas, chegando a apresentar relatos detalhados de temporadas fracas de caça e de fome na região de Inukjuak como consequência direta da superpopulação. Contudo, o governo sabia que a área em questão encontrava-se em meio a uma baixa temporada de captura, devido ao término de um ciclo de quatro anos de raposas.
O governo canadense alegou que famílias voluntárias haviam concordado em participar de um programa para reduzir áreas de suposta superpopulação e a baixa eficiência da caça no norte de Quebec, diminuir sua dependência dos auxílios sociais e retomar um estilo de vida subsistência.

### Novas comunidades
As famílias ficaram sem suprimentos suficientes de alimentos, peles de caribu e outros materiais para confeccionar roupas e tendas adequadas, sofrendo extrema privação nos primeiros anos após a realocação. Apesar disso, relatórios da Real Polícia Montada do Canadá (RCMP) da época afirmavam que as duas colônias obtiveram êxito, tanto em termos de moral, habitação quanto de subsistência.
Por terem sido deslocados por aproximadamente 2,000 km (1,200 mi) para um ecossistema bastante diferente, os deslocados não conheciam a fauna local e tiveram de se adaptar a meses de noite polar (escuridão total durante 24 horas) no inverno e ao sol da meia-noite (luz total durante 24 horas) no verão, fenômenos inexistentes no norte de Quebec. Informaram-lhes que poderiam retornar para casa após dois anos, se assim desejassem, porém tais promessas não foram cumpridas pelo governo. Com o tempo, os inuítes aprenderam as rotas de migração dos baleeiros-beluga e passaram a sobreviver na região, realizando a caça em uma área de aproximadamente 18,000 km2 (6,900 sq mi) por ano.

## Reavaliação
Durante a década de 1980, os inuítes realocados e seus descendentes apresentaram uma reivindicação contra o Governo do Canadá, argumentando que
há evidências avassaladoras que sugerem que a razão central, senão a única, para a realocação dos inuítes para o Alto Ártico foi o desejo do Canadá de afirmar sua soberania sobre as ilhas do Ártico e a área circundante, e que, em 1987, buscavam US$ 10 milhões em compensação do governo federal.
Após pressão pública e da mídia, o governo federal criou um programa para auxiliar os inuítes a retornarem ao sul e, em 1989, 40 inuítes voltaram para suas antigas comunidades, ocasionando a divisão de famílias entre gerações, uma vez que os membros mais jovens frequentemente optaram por permanecer no Alto Ártico. Aqueles que permaneceram são descritos como profundamente comprometidos com sua terra natal.

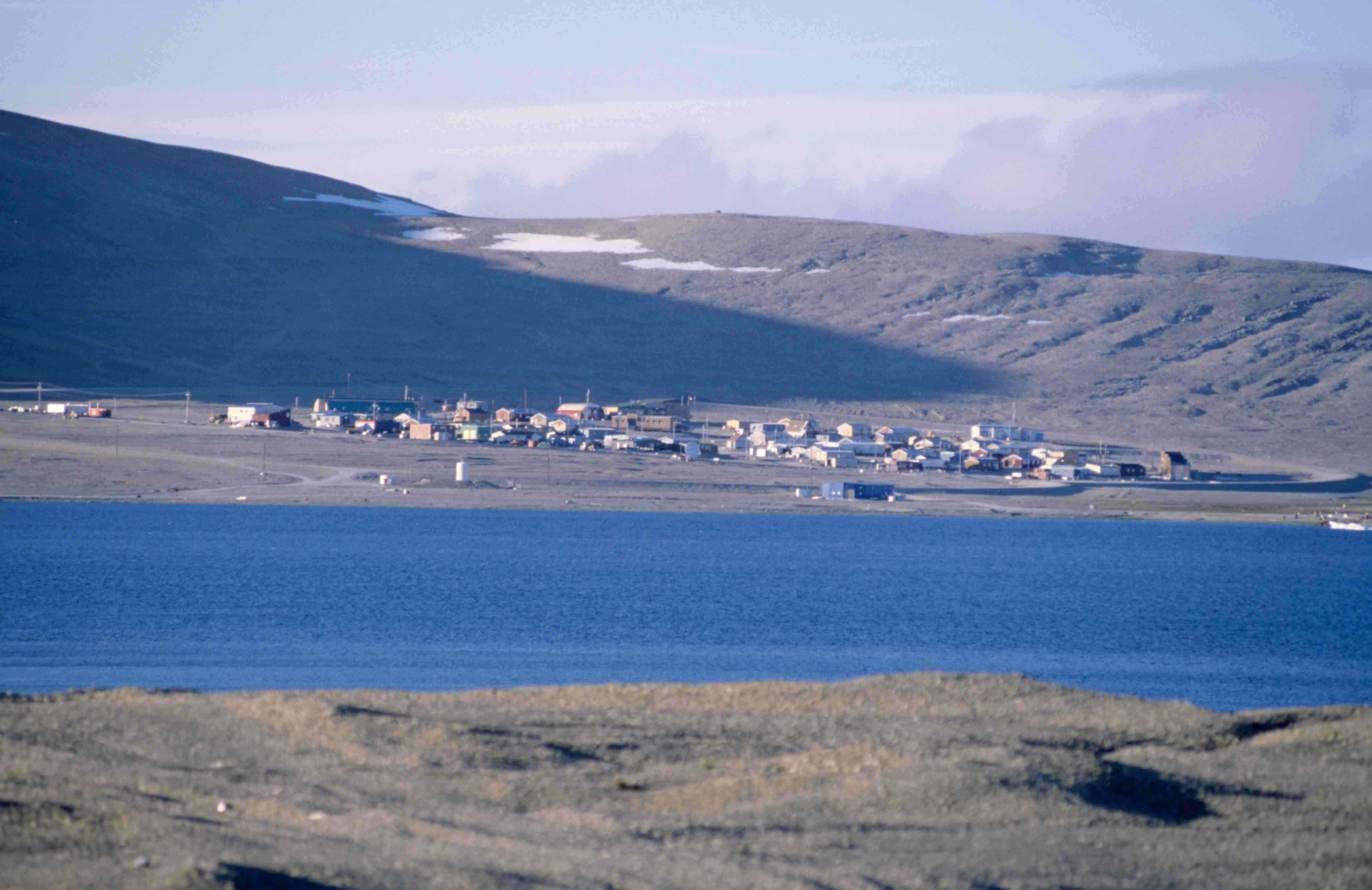
Vista sobre a Baía Resolute da comunidade inuíte moderna de Resolute (1997)

Em 1990, o Comitê Permanente da Câmara dos Comuns sobre Assuntos Indígenas solicitou ao governo que pedisse desculpas aos inuítes que haviam sido transferidos para o Alto Ártico em 1953, que lhes concedesse uma compensação e que reconhecesse formalmente os residentes de Resolute e Grise Fiord por seu serviço à soberania canadense. Em resposta, o governo encomendou o "Relatório Hickling", que o isentou de qualquer culpa, argumentando que os inuítes haviam se voluntariado para a transferência e que a medida foi tomada devido às precárias condições sociais e econômicas em Inukjuak. O relatório, elaborado por um veterano funcionário do governo, foi duramente criticado por acadêmicos e pela mídia.
Em contraste, um relatório da Comissão Canadense de Direitos Humanos apresentado em dezembro de 1991 argumentou que havia evidências claras de preocupação governamental com a soberania no Ártico na época das transferências, bem como a compreensão de que os assentamentos contribuiriam para a soberania canadense. O relatório concluiu que o Governo do Canadá descumpriu sua promessa de retornar os realocados para Inukjuak após dois anos, se assim desejassem. Outro relatório, elaborado pelo professor Magnus Gunther, da Trent University, examinou as diversas alegações de acadêmicos que contestavam o ocorrido durante as transferências. Concluiu que o governo agiu com intenções humanitárias e, como resultado, Tom Siddon, então Ministro dos Assuntos Indígenas e do Desenvolvimento do Norte, afirmou que seria "inapropriado para o governo pedir desculpas" ou fornecer compensação.

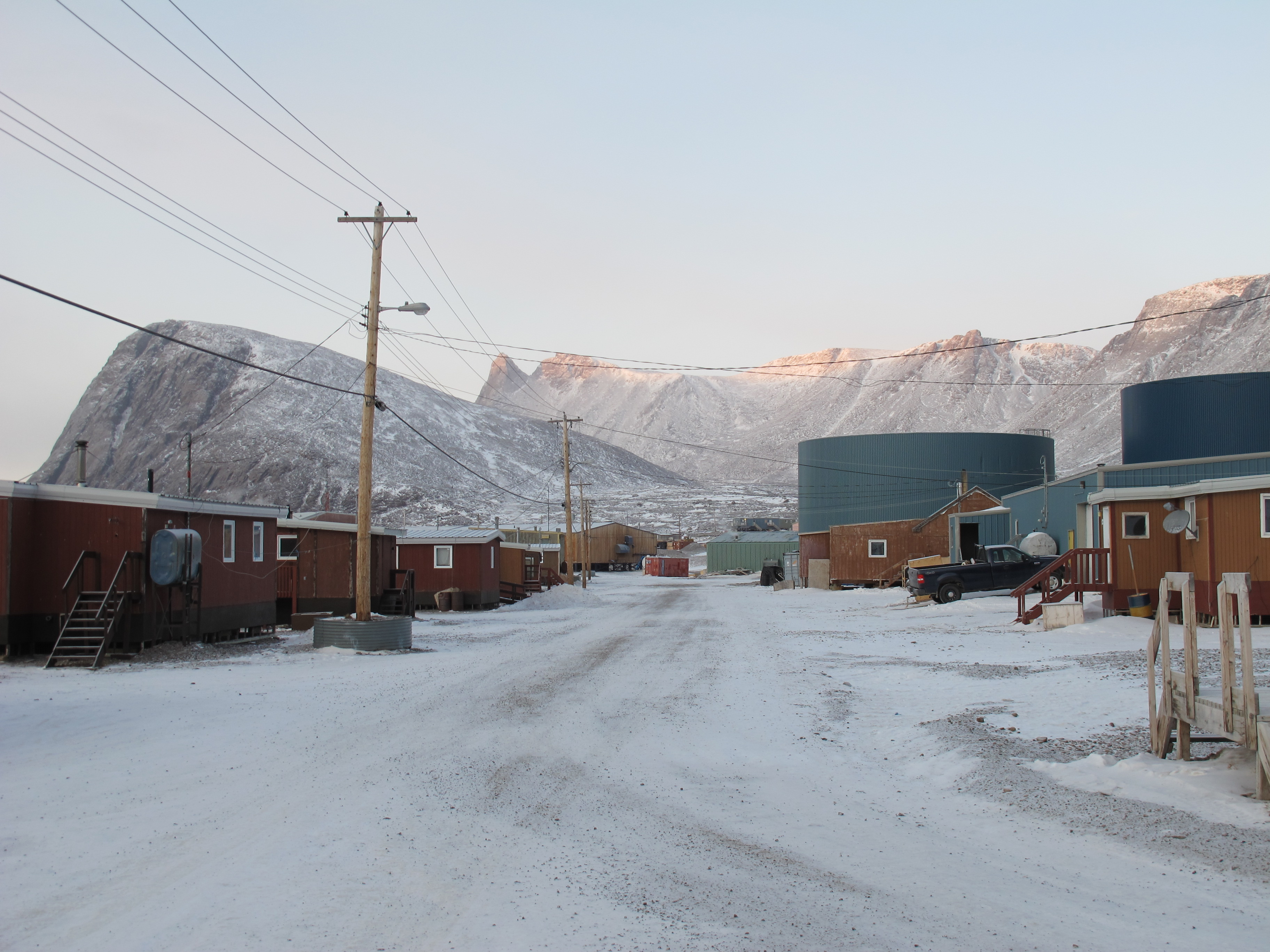
Comunidade de Grise Fiord (2011)

Em julho de 1994, a Comissão Real sobre os Povos Indígenas realizou audiências para investigar o programa de realocação. As evidências apresentadas pelos inuítes enfatizavam de forma avassaladora que eles haviam sido forçosamente realocados, enquanto os representantes do governo argumentavam que a mudança se deu por vontade própria. O funcionário encarregado da realocação tentou sugerir que as testemunhas haviam modificado seus depoimentos com o intuito de obter compensação, além de afirmar que a operação fora bem-sucedida. A Comissão concluiu que o Governo do Canadá havia decidido "rehabilitar" os inuítes de Port Harrison, desmamando-os da dependência e do "declínio moral" ao transferi-los para terras melhores, com abundância de caça, e que os preparativos para a operação foram inadequados. A comissão recomendou um pedido de desculpas e a concessão de compensação aos sobreviventes, além do reconhecimento do papel desempenhado pelos realocados no estabelecimento de uma presença canadense no Alto Ártico. Em seu relatório, a comissão observou que:
Não há, portanto, dúvida de que a presença de assentamentos inuítes no Alto Ártico, uma vez estabelecidos, contribuiu para a manutenção da soberania canadense. Relocação do Alto Ártico: Um Relatório sobre a Realocação de 1953–55
Simultaneamente, o relatório concluiu que colonizar o Alto Ártico, embora antes e depois da realocação fosse importante para a soberania nacional canadense,
[...] mas que, no período em que a decisão foi tomada, a soberania não estava na mente dos tomadores de decisão.
Assim, aos olhos do governo, a manutenção da soberania canadense através da realocação para o Alto Ártico foi um subproduto conveniente das preocupações econômicas e sociais do momento. No final, contudo, o relatório concluiu que
Mesmo que se considere que a soberania não foi um fator determinante, essa realocação foi uma solução inadequada para as preocupações econômicas e sociais do governo. A soberania, entretanto, foi uma consideração material, e sua influência na realocação apenas reforça as conclusões da Comissão acerca da inadequação da medida. Contudo, é difícil determinar com exatidão até que ponto a soberania influenciou a operação.
Portanto, as reivindicações dos inuítes foram, ao menos parcialmente, corroboradas pelo relatório. O governo federal recusou-se a pedir desculpas, mas estabeleceu um "Acordo de Reconciliação" em março de 1996, criando um fundo fiduciário de 10 milhões de dólares canadenses para os indivíduos realocados e suas famílias. O governo reconheceu que os inuítes sofreram
dificuldades, sofrimentos e perdas nos anos iniciais dessas realocações
porém exigiu que os beneficiários
reconhecessem que entendem que, ao planejar a realocação, os funcionários governamentais da época atuavam com intenções honrosas no que era percebido como estando nos melhores interesses dos inuítes na ocasião.

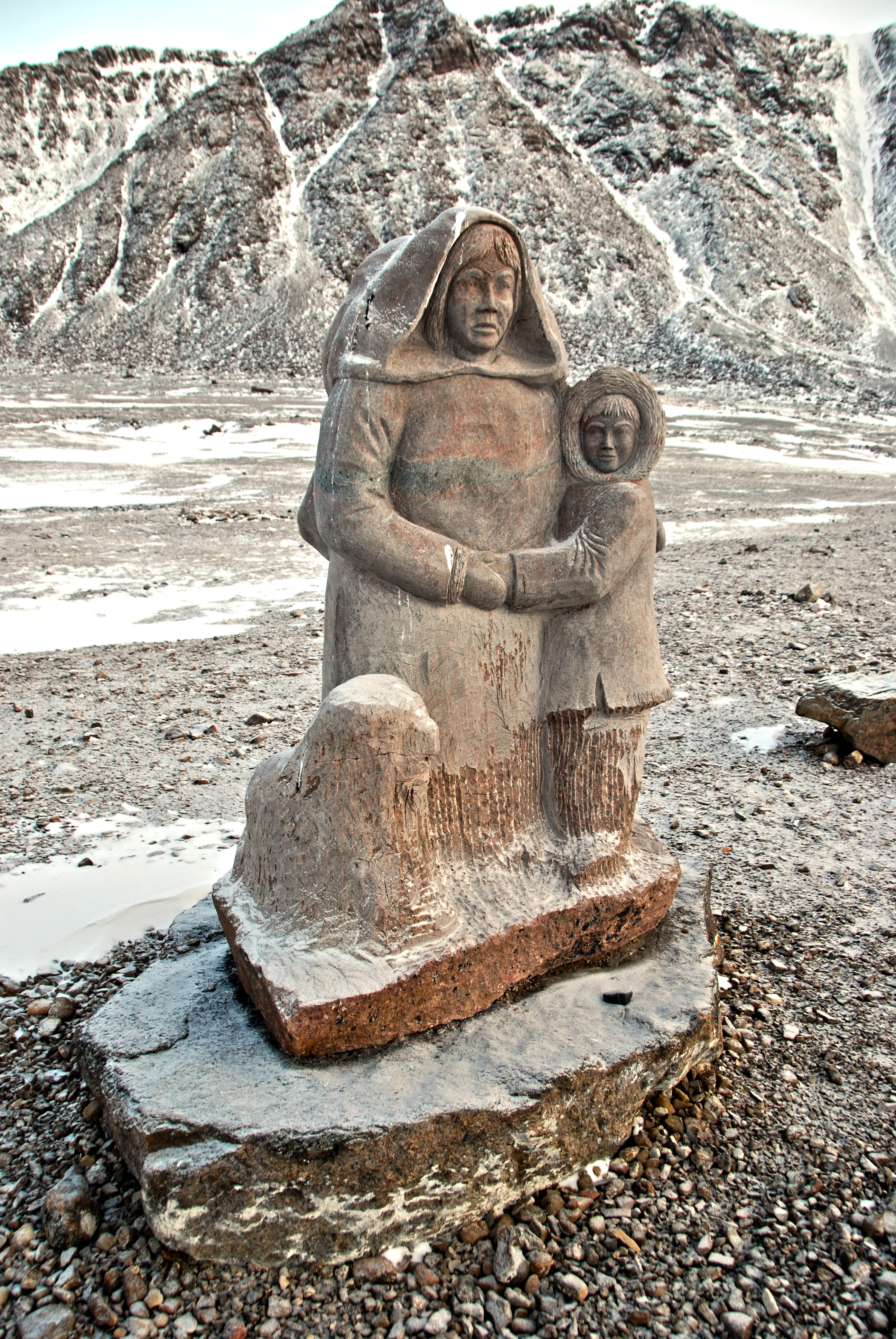
Monumento de Looty Pijamini aos primeiros colonos inuítes de 1953 e 1955 em Grise Fiord

Após quase cinco décadas, um pedido de desculpas oficial do governo foi emitido em 18 de agosto de 2010 às famílias realocadas pelo tratamento desumano e pelo sofrimento decorrente da realocação. John Duncan (Ministro dos Assuntos Indígenas e do Desenvolvimento do Norte) declarou:
O Governo do Canadá lamenta profundamente os erros e as promessas quebradas deste sombrio capítulo de nossa história e pede desculpas pelo ocorrido na realocação para o Alto Ártico. Gostaríamos de prestar homenagem aos realocados por sua perseverança e coragem... A realocação das famílias inuítes para o Alto Ártico é um capítulo trágico da história do Canadá que não devemos esquecer, mas que devemos reconhecer, aprender e ensinar aos nossos filhos. Reconhecer nossa história compartilhada nos permite avançar em parceria e em um espírito de reconciliação.
Duas gerações depois, o termo Os realocados permanece carregado de emoção.

## Na mídia
Os escultores Looty Pijamini (de Grise Fiord) e o falecido Simeonie Amagoalik (de Resolute) foram comissionados pela Nunavut Tunngavik Incorporated para erguer um monumento em homenagem aos inuítes que tanto sacrificaram em decorrência da realocação governamental de 1953 e 1955. O monumento de Pijamini, localizado em Grise Fiord, representa uma mulher acompanhada de um menino e um husky, com a figura feminina olhando de forma melancólica em direção à Baía Resolute. Já o monumento de Amagoalik, situado em Resolute, exibe a imagem de um homem solitário olhando para Grise Fiord. Essa representação foi concebida para evidenciar a separação das famílias, simbolizando o anseio mútuo pelo reencontro. Pijamini afirmou ter intencionalmente dotado as figuras de uma aparência melancólica, pois a realocação não foi um evento feliz. O monumento foi inaugurado em setembro de 2010, recebendo elogios da Canadian Broadcasting Corporation.
A realocação do Alto Ártico é tema do filme Exílio, de Zacharias Kunuk. O filme foi produzido pela Isuma, que também lançou Atanarjuat: The Fast Runner, o primeiro longa-metragem escrito, dirigido e protagonizado inteiramente em inuktitut.
A realocação do Alto Ártico também é o tema do filme Broken Promises - The High Arctic Relocation, de Patricia Tassinari (National Film Board of Canada (NFB), 1995). O assunto é abordado, ainda, no documentário de Marquise Lepage (NFB, 2008), Martha of the North (Martha qui vient du froid), que narra a história de Martha Flaherty, neta de Robert J. Flaherty, a qual foi realocada, aos 5 anos, juntamente com sua família, de Inukjuak para Grise Fiord (na Ilha Ellesmere). Posteriormente, Lepage lançou a série web de 2013 Iqqaumavara, que narra as histórias de várias outras pessoas afetadas.
Larry Audlaluk era uma criança quando sua família foi realocada de Inukjuak, na Baía de Hudson, para Grise Fiord em 1953; seu pai veio a falecer 10 meses depois. Sua história de vida, What I Remember, What I Know: The Life of a High Arctic Exile (2020), oferece um relato pessoal detalhado sobre os perigos e as mortes que enfrentaram.

## Leitura complementar
- Grant, Shelagh D. (2016). «Erros Expostos: Realocações de Inuítes para o Alto Ártico, 1953-1960» (PDF). Documentos sobre a Soberania e Segurança Ártica Canadense (DCASS). 8. Consultado em 15 de dezembro de 2019. Arquivado do original (PDF) em 30 de junho de 2020

- Madwar, Samia (11 de setembro de 2018). «Realocações de Inuítes no Alto Ártico no Canadá». A Enciclopédia Canadense online ed. Historica Canada
- Sponagle, Jane (30 de junho de 2017). «Nós a chamávamos de "Ilha Prisão": homem inuíte relembra realocação forçada para Grise Fiord». CBC News

- Watson, Paul (29 de novembro de 2009). «Inuítes foram deslocados 2.000 km em manobras da Guerra Fria». Toronto Star
- Comissão da Verdade Qikiqtani: Histórias Comunitárias 1950–1975: Resolute Bay (PDF). Iqaluit, Nunavut: Qikiqtani Inuit Association. ISBN 978-1-927095-62-1

1. ↑  em francês: délocalisation du Haut-Arctique, em inuktitut: ᖁᑦᑎᒃᑐᒥᐧᑕ ᓅᑕᐅᓂᖏᑦ[1]